# Hongshanosaurus
A Hongshanosaurus (nevének jelentése 'vörös-hegyi gyík', a kínai 紅 (hóng) 'vörös' és (山) (shān) 'hegy', valamint az ógörög σαῦρος / szaürosz szavak összetételéből)) a psittacosaurida ceratopsia dinoszauruszok egyik neme, amely a kora kréta korban élt Kelet-Ázsia területén. Bár a leírt leletanyaga csak két koponyából áll, a közeli rokonaival való összehasonlítás alapján kis, két lábon járó, az alsó és felső állcsontja végén csontos csőrrel rendelkező növényevő volt. Fosszíliája a Yixian-formációból (Jihszien-formáció), a kínai Liaoning tartományból származó, kivételesen jó állapotban megőrződött maradványok egyike.

## Felfedezés és fajok

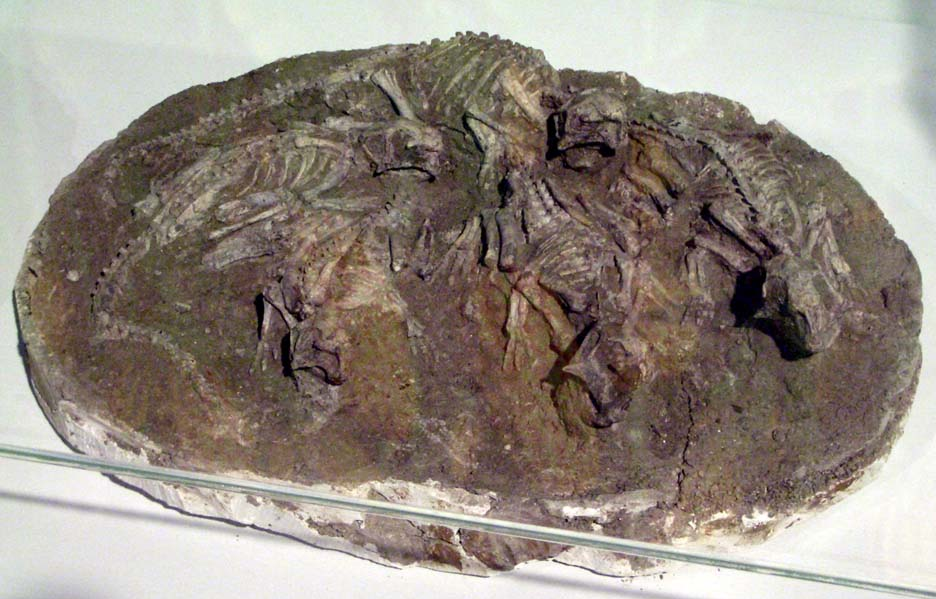
A Hongshanosaurus fiatal példányai

A nem neve az ősi hongshan kultúrára utal, amely ugyanazon az északkelet-kínai területen létezett, amelyen a Hongshanosaurus megkövült koponyáját is megtalálták. Egyetlen ismert faja, a típusfaj (H. houi), a pekingi Gerinces Őslénytani és Ősantropológiai Intézet professzorára, Hou Lianhaira (Hou Lien-haj) a típuspéldányt is magában foglaló gyűjtemény kurátorára utal. A nemet és a fajt három kínai őslénykutató, You Hailu (Ju Haj-lu), Xu Xing (Hszü Hszing) és Wang Xiaolin (Vang Hsziao-lin) nevezte el 2003-ban.
A Hongshanosaurus holotípus példánya egy fiatal egyed koponyája, amely a jobb oldal egy részét és a felső állcsont hegyét leszámítva teljesen megőrződött. E koponya hossza valamivel kisebb, mint 5 centiméter. Később egy jóval nagyobb felnőtt példány koponyájáról is leírás készült, ami majdnem elérte a 20 centiméteres hosszúságot. A lelet nagyon hasonlít a közeli rokon, a Psittacosaurus koponyájára, de a kettő a számos különbség folytán megkülönböztethető egymástól. A Hongshanosaurus koponyája alacsonyabb volt bármely Psittacosaurus fajénál, a szemnyílása pedig ellipszis alakú volt, nem kerek.

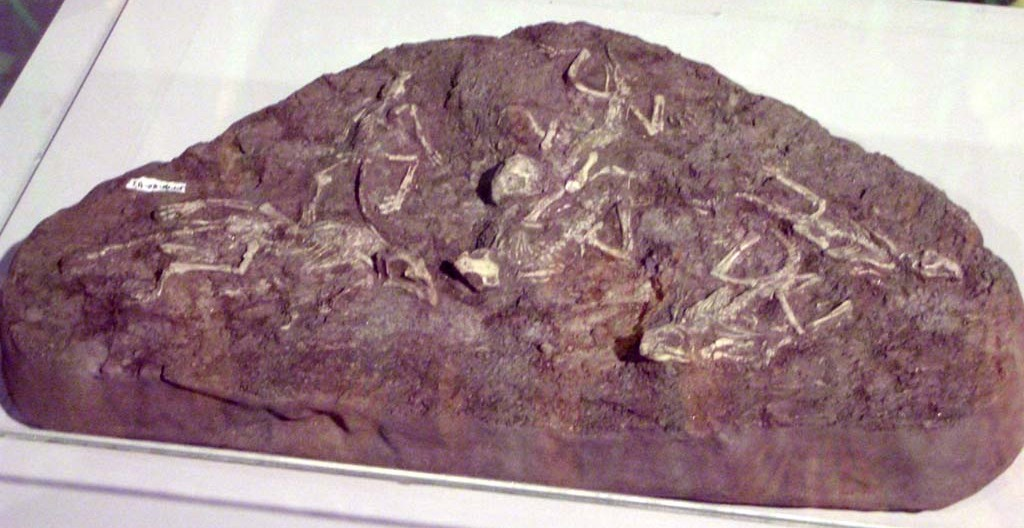
A Hongshanosaurus houi fosszíliája a Hongkongi Tudomány Múzeuma kiállításán

Ezek a koponyák Kínából, a kitűnő állapotban megőrződött, egyebek mellett tollas dinoszaurusz fosszíliáiról ismert Liaoning tartománybeli Yixian-formációból származnak. A formáció kora vitatott, de az újabb keletű radiometrikus kormeghatározás szerint a kora kréta korban, valószínűleg a barremi korszakban (130–125 millió évvel ezelőtt) jött létre. A Psittacosaurus több példánya is a formációból került elő, köztük egy olyan is, amely a farkán hosszú, feltehetően a párzás során figyelemfelkeltésre szolgáló sörtéket viselt. Mivel a Hongshanosaurus csak a koponyája alapján ismert, nem tudni, hogy szintén rendelkezett-e ilyen sörtékkel.

## Osztályozás
A Hongshanosaurust a leírásakor a Psittacosauridae családon belül helyezték el, a filogenetikus elemzésekbe viszont azóta egyszer sem vonták be. A családba jelenleg csak egyetlen további nem van besorolva, maga a Psittacosaurus, amelyhez több mint egy tucat faj tartozik. A psittacosauridák rendkívül bazális ceratopsiák. A psittacosauridáknál fejlettebb ceratopsiákat a Neoceratopsia csoport tartalmazza.

## Fordítás
- Ez a szócikk részben vagy egészben a Hongshanosaurus című angol Wikipédia-szócikk ezen változatának fordításán alapul.  Az eredeti cikk szerkesztőit annak laptörténete sorolja fel. Ez a jelzés csupán a megfogalmazás eredetét és a szerzői jogokat jelzi, nem szolgál a cikkben szereplő információk forrásmegjelöléseként.